# 雅瑶镇 (鹤山市)
雅瑶镇，是中华人民共和国广东省江门市鹤山市下辖的一个乡镇级行政单位。

## 行政区划
雅瑶镇下辖以下地区：
新雅社区、大岗社区、石湖社区、雅瑶村、南靖村、昆东村、隔朗村、黄洞村、陈山村、古蚕村、古桥村、上南村和建良村。